# ألفين والسناجب 3
ألفين والسناجب 3 (بالإنجليزية: Alvin and the Chipmunks 3) هو فيلم أمريكي عام 2011 حركة حية / رسوم متحركة بالكمبيوتر موسيقي عائلة كوميدي فيلم مغامرات من إخراج مايك ميتشل. إنه فيلم الحركة / الرسوم المتحركة الثالث بطولة Alvin and the Chipmunks بعد فيلم 2009 "ألفين والسناجب 2"، والذي كان تكملة لفيلم 2007 "ألفين والسناجب '. نجوم الفيلم جايسون لي، ديفيد كروس، وجيني سليت (في أول فيلم لها في هوليوود) بأصوات جاستن لونغ، ماثيو جراي جوبلر، جيسي مكارتني، إيمي بوهلر، آنا فارس، كريستينا آبلغيت. تم توزيعه من قبل توينتيث سينشوري فوكس وأنتجته Fox 2000 Pictures و ریجنسي انترتینمنت ‏ وشركة Bagdasarian. تم إصدار الفيلم في 16 ديسمبر 2011 وحقق 343 مليون دولار بميزانية 80 مليون دولار. تم إصدار فيلم الحركة الحية / الرسوم المتحركة الرابع "ألفين والسناجب :رقاقة الطريق"، في 18 ديسمبر 2015.

## قطعة
بعد عامين من أحداث الفيلم الثاني، Dave (Jason Lee)، السناجب، والرقائق (جاستين لونغ، ماثيو غراي غوبلر، جيسي مكارتني، كريستينا أبلغيت، آنا فاريس، وإيمي بوهلر) الذهاب في رحلة بحرية في كرنفال دريم متجهين إلى حفل جوائز الموسيقى الدولية. ينتهي الأمر بالسنجاب والرقائق، وخاصة ألفين، بخلق هرج ومرج. في وقت لاحق من تلك الليلة، بعد أن غادر ديف لتناول العشاء على طاولة القبطان للاعتذار عن سلوك ألفين، تسلل ألفين إلى كازينو السفينة، يليه سيمون، الذي يأمل في إبعاد ألفين عن المزيد من التعرض؛ في هذه الأثناء، تذهب Chipettes إلى نادي الرقص على السفينة حيث يخوضون معركة رقص مع ثلاثة من رواد الحفلات، تاركين ثيودور وحده في الغرفة، يشاهدون فيلمًا غير مناسب عن وحش الغابة. يكتشف ديف أن رئيسه القديم إيان هوك (ديفيد كروس)، يعمل كمراقب سلامة السفينة وهو يرتدي زي البجع، ويخرج لإبلاغ القبطان إذا تسبب Chipmunks و Chipettes المزيد من المشاكل حتى يتمكن من تدمير حياة Dave في الانتقام. في النهاية تم القبض على سيمون وألفين في الكازينو، وتم إعادتهما إلى الغرفة مع الرقائق، وجميعهم متهمون من قبل ديف لعدم جدارة بالثقة. في اليوم التالي، ذهب ألفين للإبحار بالمظلة على متن طائرة ورقية، لكن الطائرة الورقية تطير بعيدًا معه ومعه السناجب الأخرى. يذهب ديف على متن طائرة شراعية معلقة للعثور عليهم، لكن إيان يحاول منعه، وينتهي بهما المطاف في المحيط الهادئ.
في هذه الأثناء، يجد Chipmunks جزيرة وينامون طوال الليل. يستعين ديف بمساعدة إيان للعثور على نفس الجزيرة والبدء في البحث عن Chipmunks. في صباح اليوم التالي، ذهب السناجب للعثور على الطعام، وأثناء قيامهم بذلك، تظهر جزيرة منبوذة تسمى Zoe (جيني سلايت) وترى Chipmunks و Chipettes من أجل في المرة الأولى، حيث أوضحت أنها كانت في الجزيرة منذ تسع سنوات. ثم يذهبون إلى منزل شجرة زوي، حيث تلتوي إليانور كاحلها بعد سقوطها من حبل الانزلاق، ويتعرض سايمون للعض من قبل العنكبوت، والآثار الجانبية بما في ذلك تغيرات الشخصية وفقدان التثبيط.
في صباح اليوم التالي، لاحظ الجميع أن شخصية سيمون قد تغيرت، فقد فقدان الذاكرة ويعتقد أنه سنجاب مغامر فرنسي يدعى سيمون (آلان توديك). تنجذب «سيمون» إلى جانيت وتقع في حبها، لكنها لا تتعامل بلطف مع ألفين وبريتاني. لاحقًا، تأخذ زوي سيمون وجانيت وإليانور وثيودور إلى بحيرة بها شلال، ووجد «سيمون» كهفًا. عاد بسوار ذهبي أعطاها لجانيت كتاج. بريتاني وألفين، بعد أن أصبحا «المسؤولين» منذ سرق جانيت و «سيمون» هويتهم، شاهدوا بركانًا نشطًا في اليوم التالي، وقرروا أنه يتعين عليهم مغادرة الجزيرة مع الآخرين. وجد ثيودور و «سيمون» ديف وإيان، وذهبوا لمقابلة السنجاب الآخرين. مع تولي ألفين وبريتاني المسؤولية، تم تكليفهم جميعًا بوظائف لبناء طوف لمغادرة الجزيرة. عندما تذهب جانيت و «سيمون» للبحث عن الطعام، فقد «سيمون» وعيه، واختطاف جانيت؛ «سيمون» يعود إلى سيمون بعد ذلك.
يجد الجميع سايمون مستيقظًا، ولا يمكنه تذكر أي شيء حدث له منذ التغيير. يكتشفون أن زوي قد أخذ جانيت ويتجهون نحو الشلال. عندما يقتربان من جذع الشجرة للعبور، قرر ديف وألفين أنهما سيذهبان ويجدان جانيت. بينما تشجع زوي جانيت على العثور على الكنز في الكهف عن طريق ربطها بحبل، يأتي ألفين وديف لإنقاذها. تكشف زوي أنها جاءت عمدًا إلى الجزيرة (مدعيةً ادعاءاتها السابقة بأنها تحطمت هناك أيضًا) على أمل العثور على الكنز، ولكن نظرًا لتسع سنوات قضتها بمفردها دون تدخل بشري والعديد من لدغات العنكبوت أثناء وجودها في الجزيرة، تم تغيير الشخصية وأصبح مجنونًا مجنونًا بينما كان يريد بشدة الحصول على الكنز. تبدأ الجزيرة في الاهتزاز مرة أخرى، حيث تترك زوي الحبل، وتجري جانيت مع ديف وألفين للعودة إلى الطوافة، ولكن يتم سحبها مرة أخرى عند الجسر الخشبي. يتأرجح سايمون لمساعدة جانيت قبل أن يتمكن ألفين من قطع الحبال بسكين الجيش السويسري. يُترك ديف معلقًا من السجل عندما يكاد يبتعد.
يقنع ألفين وإيان (الذي غير رأيه) زوي بالمساعدة في إنقاذ ديف. ثم يركضون نحو الطوافة ويهربون من الثوران. أثناء وجودها على الطوافة، تعتذر زوي لجانيت عن اختطافها وإجبارها على استرداد الكنز. كهدية، أعطت جانيت زوي السوار الذهبي الذي أعطاها لها سيمون. يتصالح ألفين مع ديف ويتم إنقاذهما. تقدم فرقة Chipmunks و Chipettes في حفل توزيع جوائز الموسيقى الدولية. يبدأ إيان الجديد الذي تم إصلاحه أيضًا مهنة جديدة ككاتب سيناريو من خلال بيع سيناريو عن قصة زوي إلى هوليوود، واستعاد ثروته وجعل زوي مشهورًا.
في مشهد منتصف الاعتمادات، Chipmunks ، و Chipettes و Dav

## وصلات خارجية
- ألفين والسناجب 3 على موقع IMDb (الإنجليزية)
- ألفين والسناجب 3 على موقع ميتاكريتيك (الإنجليزية)
- ألفين والسناجب 3 على موقع روتن توميتوز (الإنجليزية)
- ألفين والسناجب 3 على موقع نتفليكس (الإنجليزية)
- ألفين والسناجب 3 على موقع قاعدة بيانات الأفلام العربية
- ألفين والسناجب 3 على موقع ألو سيني (الفرنسية)
- ألفين والسناجب 3 على موقع Turner Classic Movies (الإنجليزية)
- ألفين والسناجب 3 على موقع أول موفي (الإنجليزية)
- ألفين والسناجب 3 على موقع بوكس أوفيس موجو (الإنجليزية)
- ألفين والسناجب 3 على موقع فيلمافينيتي (الإسبانية)